# Бєляєв Сергій Михайлович
Сергій Михайлович Беляєв (рос. Беляев, Сергей Михайлович; 9 (21) січня 1883, Москва — 11 листопада 1953, там же) — російський радянський письменник, відомий переважно творами у жанрі наукової фантастики.

## Біографія
Народився в 1883 році в Москві, в сім'ї священика. Закінчив духовну семінарію, працював півчим, суфлером в театрі, репетитором. Закінчив медичний факультет Юр'ївського університету, більшу частину життя працював лікарем, поєднуючи це заняття з літературною діяльністю. Писав нариси, оповідання, після Жовтневої революції співпрацював з російським телеграфним агентством. Здобув популярність завдяки своїм науково-фантастичним творам, написаним в 1920-1940-х роках.
Молодший брат — Михайло Михайлович Беляєв (1885—1950) — зоолог, педагог-методист, працював в Бюн, професор зоології (1935), професор кафедри методики природознавства МГПИ ім. В. І. Леніна (1947), професор Загорського вчительського інституту (1949). Відомий підручником для старших класів «Основи еволюційного вчення: Підручник для 9-го класу середньої школи» (1933). У співавторстві з ним написана книга «Збірник завдань противоалкогольного змісту. Допомога при викладанні арифметики в нижчих школах усіх відомств». Упоряд. М. М. Бєляєв, учитель і С. М. Бєляєв, лікар. (1914). Книга вийшла в серії «Гурток діячів по боротьбі зі шкільним алкоголізмом», випуск 12.
Помер в Москві в 1953 році. Похований на Ваганьковському кладовищі.

## Літературна діяльність
Друкувався з 1905 року. Перша книга — «Семінарські нариси» (1906).
Один з нечисленних радянських письменників-фантастів 1930-1940-х років. Автор кількох книг «жорсткої» наукової фантастики. Перша науково-фантастична публікація — роман «Радіомозг» (1926; 1928), який друкувався в «Робітничій газеті», а потім вийшов окремим виданням. У цьому романі радянські люди заважають задумом західних вчених-маніяків, які мріють отримати владу над світом за допомогою винайденого ними пристрої — штучного «мозку» — здатного диктувати людям чужу волю.
У романі «Винищувач 2Z» (спочатку вийшов в 1928 році під назвою «Винищувач 17Y», в 1939 році був кардинально перероблений) зловісному винахіднику Урландо, черговому претенденту на світове панування, знову протиставлені радянські вчені, які використовують аналогічне відкриття в мирних цілях. Обговорюючи роман, критика вказувала на літературну залежність Бєляєва від фантастичних романів Олексія Толстого.
В 1945 році в романі «Пригоди Семуеля Пінгля» розповідається про вченого, який навчився штучно перебудовувати віруси. У 1947 році вийшов останній роман письменника — «Володар блискавок», герої якого вирішують проблему вилучення із земної атмосфери атмосферної електрики і передачі його на великі відстані.
Роман «Пригоди Семуеля Пінгля» (на думку деяких критиків — найкращий твір письменника) був переведений на польську, чеську, словацьку, болгарську та хорватську мови.
Працював і в інших жанрах. У 1926 році видав книгу оповідань «Пожежа» і повість «Як Іван Іванович від більшовиків бігав». Відомі також його документальні «Нотатки радянського лікаря» (1926). У співавторстві з популярним радянським письменником Борисом Пильняком написав документальну книгу про бійні — «М'ясо» (1936), присвячений московським м'ясокомбінату імені Мікояна.